# Giulia Carafa
Giulia Carafa Cantelmo Stuart, hertiginnan di Cassano, född 1755, död 1841, var en italiensk hertiginna och hovfunktionär. Hon och hennes syster Maria Antonia Carafa, hertiginnan di Popoli, gjorde sig kända för sitt stöd för den Parthenopeiska republiken och hyllades som republikens två Madri della Patria ('Nationens moder'). 
Hon var dotter till Gennaro I de Roccella och Teresa Carafa di Forlì och gift med hertig Luigi Serra di Cassano. Hon var en tid hovdam åt drottningen, Maria Karolina av Österrike, och uppvaktades av kungen, som hon dock avvisade. Under republikens tid gjorde hon och hennes syster sig kända för sitt arbete med att samla in stöd och hjälp åt republikens soldater och behövande. Hon var mor till revolutionären Gennaro Serra, som avrättades vid republikens fall. Hon och hennes syster förvisades från Neapel. Hon återvände 1804, men hade då insjuknat i sinnessjukdom. 